# 特特爾萊克鎮區 (明尼蘇達州卡斯縣)
特特爾萊克鎮區（英語：Turtle Lake Township）是一個位於美國明尼蘇達州卡斯縣的行政鎮區。

## 人口
根據2020年美國人口普查的數據，特特爾萊克鎮區的面積為186.50平方千米，當中陸地面積為126.10平方千米，而水域面積為60.40平方千米。當地共有人口820人，而人口密度為每平方千米4人。